# 笠井和彦
笠井 和彦（かさい かずひこ、1937年1月16日 - 2013年10月21日）は、日本の実業家。富士銀行（現みずほ銀行）取締役副頭取や、安田信託銀行（現みずほ信託銀行）取締役会長、福岡ソフトバンクホークス代表取締役社長兼オーナー代行を歴任した。

## 人物・経歴
香川県木田郡三谷村（現高松市）出身。香川県立高松商業高等学校を経て、1959年香川大学経済学部卒業。近世欧州経済史の家名田克男ゼミ第1期出身。ゼミ生は1人だけだった。大学卒業後、富士銀行（現みずほ銀行）入行。
1964年本店の外国部外国資金課に配属。1969年スイス銀行（チューリッヒ）での半年間研修、1973年から1977年までのニューヨーク支店勤務を含め、為替ディーラーとして活躍。
1983年シカゴ支店長、1986年ニューヨーク支店長、1988年取締役本店営業第二部長、1989年国際企画部長、1990年常務、1991年専務を経て、1992年副頭取。1998年から安田信託銀行（現みずほ信託銀行）取締役会長を務め、事業売却を進めて不良債権処理にあたった。
孫正義の誘いを受け周囲の反対を押し切り2000年ソフトバンク取締役に就任し、以降ソフトバンクグループのM&Aを取り仕切った。2004年日本テレコム取締役。2005年福岡ソフトバンクホークス代表取締役社長兼オーナー代行。2006年ボーダフォン取締役。2013年肺カルチノイドのため急逝。